# 本福寺 (基山町)
本福寺（ほんぷくじ）は、佐賀県三養基郡基山町にある、真言宗系の宗教団体である光明念佛身語聖宗の総本山にあたる。本尊は、不動明王(中山一之瀧大日大聖不動明王) 。

## 沿革
1940年4月28日、中山一之瀧霊場に、四国八十八箇所より勧請の札所が開設される。 1947年1月5日に開祖の木原覚恵が中山一之瀧千坊で没すると、2代目管長の木原覚法は真宗の末寺となり光明寺と寺号を改めた。
1950年当時四国にあった不動明王像・弘法大師像・「本福寺」という寺号を受け継ぎ、「中山一之瀧 本福寺」と称した。同年3月、大師堂（遍照殿）が建立される 。
1974年、総本堂が完成し、松久朋琳により制作された千手観音・地蔵菩薩の入仏開眼供養を実施した。
1975年、真言宗泉涌寺派から独立し、包括宗教法人の任意を受け光明念佛身語聖宗が設立される。
1976年4月、宗務所が完成（九州建設賞受賞）。
1982年4月、光明院（勧学院・水子堂・護摩堂）が完成。
1989年3月、中山一之瀧千坊奥之院御廟が再建立される。善法堂並びに、本尊不動明王大仏（総高さ4.8 m）が安置された。
1994年11月3日、五重塔（33.6 m）が完成し、落慶法要を実施。
2001年、西国三十三箇所が伽藍内に建立される。
2011年に立教百周年事業として百年堂と称する千手観音を本尊とする仏堂が建立され、既存の西国三十三箇所と合わせて、坂東三十三箇所・秩父三十四箇所が配置され、百観音霊場となる。

## 立地の背景
894年の遣唐使の廃止後、基肄城（きいじょう）は軍事的な城としての機能を離れて、仏教の修行道場となる。基山南麓の瀧場には宝篋印塔（ほうきょういんとう）・60基の五輪塔・板碑が現存する。
建永元年（1206年）当時は、中山の地（本福寺の位置する場所）は、天満宮安楽寺に寄進された荘園であった。これは安楽寺新三重塔経営の用にあてるためであった。『天満宮安楽寺草創日記』（太宰府天満宮文書）に、
とみえる。
宝永6年（1706年）に記された貝原益軒の『筑前国続風土記』には、城山千坊・城山四王院とある。山麓の不動寺・寺谷・仁蓮寺・天台寺などの寺名のつく集落や、仏谷・道場原などの地名は、その遺称であると伝えられている。
また、『荒穂神社縁起』によれば、永正年中（1504年 - 1520年）以前に荒穂神社は中山の頂上から麓に遷座したとあり、本福寺はその跡地に位置する。

## 年中行事
年中行事の星供養（2月）・盂蘭盆萬燈会とうろう祭（8月）・柴燈護摩（4月・12月）を三大行事として、毎月季節折々 の様々な仏教行事が開催され、五重塔・観音堂・本堂がライトアップされている。さらに、毎月21日は弘法大師縁日供 養・28日は不動明王縁日の護摩供養が実施されている。